# アントリム郡 (ミシガン州)
アントリム郡（英: Antrim County）は、アメリカ合衆国ミシガン州ロウアー半島の北部に位置する郡である。2010年国勢調査での人口は23,580人であり、2000年の23,110人から2.0%増加した。郡庁所在地はベルエア村（人口1,086人）であり、人口最大の村はエルクラピッズ村（人口1,642人）である。
郡名は北アイルランドのアントリム県から採られた。当初は鷲を意味する「ミーギシー郡」という名前だった。これは1821年のシカゴ条約と1826年のミシシンワ条約に署名したチッペワ族インディアンの酋長の名前だった。1843年に改名され、アイルランドあるいはスコットランド系アイルランドの名前が付けられた5郡の1つであり、当時州内にアイルランドあるいはスコットランドからの移民が増えていたことに敬意を表したと考えられている。1843年の州議会に出された法案は綴りを誤ってAntim とされていた。アメリカ最古のサマーキャンプであるYMCAキャンプ・ハイヨ・ウェント・ハ（ハイアワサの捩り）が行われた場所セントラル郡区にあるトーチ湖岸約1平方マイル (2.6 km2) を占めている。最初に行われたのは1904年のことだった。

## 歴史
アントリム郡は1863年に設立された。1950年の人口は10,721人だった。郡庁所在地は当初エルクラピッズ村に置かれたが、訴訟が起きて25年後の1904年に現在のベルエアに移された。

## 地理
アメリカ合衆国国勢調査局に拠れば、郡域全面積は601.90平方マイル (1,558.9 km2)であり、このうち陸地476.94平方マイル (1,253.3 km2)、水域は124.97平方マイル (323.7 km2)で水域率は20.76%である。
氷河が地域の地形を造っており、特徴有る生態系になっている。地域の大部分はいわゆるグレイリング外縁堆積原であり、氷河が崩壊させた砂質の尾根など広い堆積原、バンクスマツの生える荒地、シロマツとアカマツの森、北部の硬木の森よりなっている。氷河作用で大きな湖が形成された。

### 主要高規格道路
- アメリカ国道31号線
- アメリカ国道131号線
- ミシガン州道32号線
- ミシガン州道66号線
- ミシガン州道88号線

#### 郡指定道路
- アントリム郡道38号線
- アントリム郡道42号線
- アントリム郡道48号線
- アントリム郡道65号線
- アントリム郡道73号線

### 隣接する郡
- シャルルボア郡 - 北
- オトセゴ郡 - 東
- クロウフォード郡 - 南東
- カルカスカ郡 - 南
- グランドトラバース郡 - 南西
- リーラノー郡 - 西

## 人口動態
以下は2010年国勢調査による人口統計データである。
| 基礎データ - 人口: 23,580人 - 世帯数: 8,980 世帯 - 家族数: 6,925 家族 - 人口密度: 19人/km2（49人/mi2） - 住居数: 17,824軒 - 住居密度: 15軒/km2（37軒/mi2） 人種別人口構成 - 白人: 96.76% - アフリカン・アメリカン: 0.17% - ネイティブ・アメリカン: 1.00% - アジア人: 0.20% - 太平洋諸島系: 0.03% - その他の人種: 0.42% - 混血: 1.42% - ヒスパニック・ラテン系: 1.71% | 年齢別人口構成 - 18歳未満: 21.1% - 18-24歳: 6.3% - 25-44歳: 19.3% - 45-64歳: 31.1% - 65歳以上: 22.2% - 年齢の中央値: 47歳 - 性比（女性100人あたり男性の人口） - 総人口: 99.8 世帯と家族（対世帯数） - 18歳未満の子供がいる: 26.0% - 結婚・同居している夫婦: 57.3% - 未婚・離婚・死別女性が世帯主: 8.3% - 非家族世帯: 30.0% - 単身世帯: 25.3% - 65歳以上の老人1人暮らし: 11.5% - 平均構成人数 - 世帯: 2.36人 - 家族: 2.78人 |

## 郡政府
郡政府は郡監獄の運営、地方道の維持、地方裁判所の運営、権利譲渡と抵当権設定記録など重要記録の維持、公衆衛生規制の管理、福祉など社会サービスの項目で州の施策への参加を行う。郡政委員会は予算を管理するが、法や条例を作るのは限定付き権限である。ミシガン州では、警察と消防、建設と区画割、税評価、街路維持など地方政府の大半機能は個々の都市と郡区の責任である。

## 郡区
アントリム郡は下記15の郡区に分割されている。

| - バンクス - セントラルレイク - チェストニア - カスター | - エコー - エルクラピッズ - フォレストホーム - ヘレナ | - ジョーダン - カーニー - マンセローナ - ミルトン | - スター - トーチレイク - ワーナー |

## 都市と町
| 村 - ベルエア - 郡庁所在地 - セントラルレイク - エルクラピッズ - エルスワース - マンセローナ | 未編入の町 - アルバ - アルデン - アントリム - アットウッド | - クラムリバー - イーストポート - キワディン - トーチレイク |